# Metallochlora sanguinipuncta
Metallochlora sanguinipuncta är en fjärilsart som beskrevs av W. Warren 1898. Metallochlora sanguinipuncta ingår i släktet Metallochlora och familjen mätare. Inga underarter finns listade i Catalogue of Life.